# 田家汶泮遗址
田家汶泮遗址，位于山东省潍坊市安丘市黄旗堡镇田家汶泮村，是中华人民共和国山东省文物保护单位之一。
1992年6月12日，授予山东省文物保护单位，是一座古遗址。